# Divini Redemptoris
 Divini Redemptoris  è un'enciclica di papa Pio XI, promulgata il 19 marzo 1937, dedicata al comunismo bolscevico e ateo.
Con questa enciclica Pio XI denuncia gli errori del comunismo, che «spoglia l'uomo della sua libertà, [...] toglie ogni dignità alla persona umana e ogni ritegno morale contro l'assalto degli stimoli ciechi», indicandolo come «intrinsecamente perverso», nella quale si cela una «falsa» idea di redenzione.
Con la Mit brennender sorge, pubblicata 5 giorni prima, il Pontefice condanna in modo aperto e ufficiale le ideologie e i regimi totalitari dell'epoca, il comunismo e il nazismo.

## Sommario
1. Atteggiamento della Chiesa di fronte al comunismo
  1. Condanne anteriori
  2. Atti del presente pontificato
  3. Necessità di un altro documento solenne
2. Dottrina e frutti del comunismo
  1. Dottrina
    1. Falso ideale
    2. Materialismo evoluzionistico di Marx
    3. A che cosa si riducono l'uomo e la famiglia
    4. Che cosa diventerebbe la società

  2. Diffusione
    1. Abbaglianti promesse
    2. Il liberalismo gli ha preparato la strada
    3. Propaganda astuta e vastissima
    4. Congiura del silenzio nella stampa

  3. Dolorosi effetti
    1. Russia e Messico
    2. Orrori del comunismo nella Spagna
    3. Lotta contro tutto ciò che è divino
    4. Il terrorismo

  4. Un paterno pensiero ai popoli oppressi in Russia
3. Opposta luminosa dottrina della Chiesa
  1. Suprema realtà: Dio!
  2. Che cosa sono l'uomo e la famiglia secondo la ragione e la fede
  3. Che cosa è la società
    1. Mutui diritti e doveri tra l'uomo e la società
    2. L'ordine economico-sociale

  4. Bellezza di tale dottrina della Chiesa
  5. È vero che la Chiesa non ha agito secondo tale dottrina?
4. Rimedi e mezzi
  1. Necessità di ricorrere ai ripari
  2. Rinnovamento della vita Cristiana
    1. Rimedio fondamentale
    2. Distacco dai beni terreni
    3. Carità cristiana
    4. Giustizia sociale

  3. Studio e diffusione della dottrina sociale
  4. Premunirsi contro le insidie del comunismo
  5. Preghiera e penitenza
5. Ministri e ausiliari di quest'opera sociale della Chiesa
  1. I sacerdoti
  2. L'Azione Cattolica
  3. Organizzazioni ausiliarie
  4. Organizzazioni di classe
  5. Appello agli operai cattolici
  6. Necessità della concordia tra i cattolici
  7. Appello a quanti credono in Dio
  8. Doveri dello Stato cristiano
    1. Aiutare la Chiesa
    2. Provvedimenti di bene comune
    3. Prudente e sobria amministrazione
    4. Lasciare libertà alla Chiesa

  9. Appello paterno ai traviati
6. Conclusione